# テイルズ オブ ファンダム Vol.1
『テイルズ オブ ファンダム Vol.1』（Tales of Fandom Vol.1）は、2002年1月31日にナムコから発売されたPlayStation用ゲームソフト。

## 概要
本作は『テイルズ オブ』シリーズのファンディスクである。これとは別に、オリジナルストーリーのドラマCD『テイルズ オブ ファンダム』も出ている。続編に『テイルズ オブ ファンダム Vol.2』がある。シリーズのPSでの作品は本作が最後となった。
『テイルズ オブ ファンタジア』・『テイルズ オブ デスティニー』・『テイルズ オブ エターニア』と、本作が出た時点で発表されていたテイルズ オブ シリーズ本編のキャラクターが多数登場する。内容はミニゲームが中心であるが、特典として「ギャラリー」のコーナーに100枚以上のゲーム設定資料画やグラフィック原画も収められており、ミニゲームである条件を満たすことによって少しずつ鑑賞することができる絵が増えていく。
パッケージイラストには、ルーティ、クレス、ファラの3人が描かれている“クレスバージョン”と、スタン、ミント、リッドの3人が描かれている“ミントバージョン”との2種類があるが、ゲームの内容は同じである。

## 内容
3本のミニゲーム、「カオベンチャー」・「カオドラ」・「クレーメルラボ」に分かれている。

### カオベンチャー
ゲーム中の雑談システム「フェイスチャットシステム」のような形で、テイルズ オブ シリーズの登場人物の顔が表示され、本編の外伝ともいえるオリジナルストーリーを進めていくというアドベンチャーゲーム。
ゲームを進めていくと時々セリフや行動の選択肢があり、それによってストーリーが分かれていき、エンディングも異なる。ストーリー分岐には二種類あり、選択肢を選ぶことによって分かれる選択肢分岐と、画面下に表示されるパラメータゲージの変動によってストーリーの進み方が自動的に決定されていく自動分岐がある。中にはゲームオーバーになる展開も。
本作に収められているシナリオは以下の3作である。
宝石の思い出
『ファンタジア』より。チェスターと妹アミィがはじめてトーティスの村に来て、アルベイン家のクレスと出会った時のエピソード。チェスターは最初のうちは頑なに村人へ心を開こうとしなかったが、あるきっかけでクレスと無二の親友になっていく。
アミィ編、クレス編、エピローグの三部に分かれている。
リリスがんばります!
『デスティニー』より。主人公スタンの妹リリスが主人公のドタバタ劇。寝起きが悪くなかなか起きようとしないスタンを起こしたり、『エターニア』のファラと料理対決したり、『ファンタジア』（PS版）の闘技場に乱入したり、と作品を飛び越えて活躍する。
晶霊探偵! 〜キール・ツァイベル最後の事件？〜
『エターニア』より。キールが通う名門ミンツ大学の学生、探偵部部長プリムラ・ロッソが、キールの巻き込まれた事件に挑む。しかし彼女には「ダ・メー探偵」の称号もあった。

### カオドラ
カオベンチャーと似たフェイスチャットシステム風のミニドラマ。キャラクターの個性を生かしたコントが多い。公式サイトTalesWebで公募された優秀作品が10本収められており、これ以外にも、カオベンチャーやクレーメルラボをクリアしたり所定の条件を満たしたりすることで鑑賞できるストーリーが増えていく。こうしたいわば「隠しストーリー」は全部で15話あり、合計25話のカオドラが収められていることになる。
「エディット」メニューでは、自分でカオ絵の表情やカットの背景などを選択し、セリフを入力することでオリジナルストーリーのカオドラを作成できる。また、iモードに接続して、公式サイトで自分の作品を投稿したり、投稿された作品を閲覧することもできる。

### クレーメルラボ
二個一組の晶霊石（『エターニア』に登場する不思議な力を持ったクリスタル）が次々と落ちてくるので、ある法則に従って重ねて消していくという落ち物パズルの一種。カラフルで連鎖反応もあり、イメージとしては『ぷよぷよ』に近い。
ゲームモードは、時間制限内に何点あげられるかという「スコアアタックモード」と、ストーリー展開にしたがってさまざまな条件を課される「シナリオモード」、2プレイヤーで対戦する「ふたりで対戦モード」がある。いずれも最初に『テイルズ オブ』シリーズ歴代キャラを選択する必要がある。
晶霊石は8色あり、8人の大晶霊に対応している。晶霊石には角型と丸型の2タイプがあり、それぞれ晶霊核（コア）と中空になった晶霊質（セル）に分かれている。角型/丸型同士、コア/セル同士は接触しても干渉しないが、同じ色、形の晶霊核と晶霊質が上下左右に重なってペアになると、反応して晶霊核が晶霊質の中に入り込み、接触している他の同色の晶霊石を吸い込んで一緒に消えてしまう。この性質を利用して、次々と落ちて積み重なった晶霊石を消していくパズルである。
プレイヤーとなるキャラクターに応じて現れる晶霊石の色が異なり、それぞれにバラバラな4色が割り当てられている。反応によって消した晶霊石の量が一定値になると、対応する大晶霊が召喚され、ボーナスポイントがつく。

## 登場キャラクター

### ファンタジア
クレス・アルベイン
声 - 草尾毅
ミント・アドネード
声 - 岩男潤子
アーチェ・クライン
声 - かないみか
チェスター・バークライト
声 - 伊藤健太郎
クラース・F・レスター
声 - 井上和彦
藤林すず
声 - 川田妙子
アミィ・バークライト
声 - 根谷美智子
ミゲール・アルベイン
声 - 増谷康紀
マリア・アルベイン
声 - 西原久美子
ミラルド・ルーン
声 - 住友優子

### デスティニー
スタン・エルロン
声 - 関智一
ルーティ・カトレット
声 - 今井由香
フィリア・フィリス
声 - 井上喜久子
リオン・マグナス
声 - 緑川光
チェルシー・トーン
声 - 渡辺菜生子
ディムロス
声 - 置鮎龍太郎
リリス・エルロン
声 - 石橋千恵
マリアン・フュステル
声 - 藤巻恵理子
トーマス・エルロン
声 - 麻生智久

### エターニア
リッド・ハーシェル
声 - 石田彰
ファラ・エルステッド
声 - 皆口裕子
キール・ツァイベル
声 - 保志総一朗
メルディ
声 - 南央美
フォッグ
声 - 江原正士
チャット
声 - 野田順子
レイシス・フォーマルハウト
声 - 磯部弘
クィッキー
声 - 住友優子
アイラ
声 - 米本千珠

### その他のキャラクター

#### ファンタジア
イライザ・シュタイン
声 - 大本眞基子
ゴーリ・シュタイン
声 - 坂口哲夫
クレイトン
声 - 今村直樹

#### エターニア
プリムラ・ロッソ
声 - 長沢美樹
サンク・リザジュー
声 - 藤原勝也
キーファ・パッカード
声 - 鈴木貴宏
ヒューラ・ヴェルミオン
声 - 小野坂昌也
アルジェント
声 - 中江真司
ルナリア・バーンズ
声 - 新千恵子
アルサー・リトルトン
声 - 三浦祥朗

## 関連商品
小説
テイルズ オブ ファンダム 旅の終わり 著：結城聖 ISBN 4-08-630070-2
「宝石の思い出」エピローグの続編という体裁だが、『ファンタジア』ならびに『テイルズ オブ ファンタジア なりきりダンジョン』小説版の続編でもあり、メルやディオなども登場する。
ドラマCD
ドラマCD テイルズ オブ ファンダム（ちょっと）しあわせにっき 脚本：金月龍之介
「アミィ・バークライトのトーティス通信」「プリムラ・ロッソの晶霊事件簿」「リリス・エルロン激闘伝説」